# Jacqueline Comerre-Paton
Jacqueline Comerre-Paton (* 1. Mai 1859 in Paris; † 1955 ebenda) war eine französische Malerin. 

## Leben
Comerre-Paton war eine der wenigen Schülerinnen an der École des Beaux-Arts (EBA) ihrer Heimatstadt. Dort wurde sie u. a. von Alexandre Cabanel unterrichtet und lernte dort auch ihren späteren Ehemann Léon-François Comerre kennen. 
Unterstützt durch ihre Lehrer, konnte Comerre-Paton allein aber auch zusammen mit ihrem Ehemann an den großen Jahresausstellungen des Salon de Paris teilnehmen.  
Der Maler und Schriftsteller Albert Gleizes war ihr Neffe. 
Mit 96 Jahren starb Jacqueline Comerre-Paton in Paris und fand dort auch ihre letzte Ruhestätte.

## Werke (Auswahl)
- Portrait de paysanne.
- Jeune fille aux papillons.
- Jeune Hollandaise.
- L'honorable Rodolphe Lemieux.
- La chanson de bois.
- L'ignorance.